# U25C型柴油机车
U25C型柴油机车是由美国通用电气公司研制的一种柴油机车，也是通用电气公司第一款采用Co-Co轴式的六轴干线柴油机车。

## 开发背景
1953年，通用电气公司决定结束与美国机车公司的合作关系，正式涉足干线柴油机车的市场。1956年，通用电气公司向市场推出第一款“通用”系列柴油机车（Universal series）——UD18型柴油机车，但美国本土的铁路公司对此没有太大兴趣。1959年，通用电气公司成功研制了U25B型柴油机车，装用一台2500马力的FDL16型柴油机，随即成为当时美国国内单机功率最大的四轴柴油机车，还采用了模块化电子控制系统、防滑行防空转系统、中央空气滤清系统等崭新技术。由于其优异性能和可靠表现，联合太平洋铁路、賓夕法尼亞鐵路、南太平洋鐵路、紐約中央鐵路、岩岛铁路等一级铁路公司相继订购U25B型柴油机车。
1963年9月，通用电气公司又在U25B型柴油机车的基础上，向美国市场推出六轴版本的U25C型柴油机车，以满足一些铁路货运公司的牵引需求，其主要竞争对象是易安迪的SD24、SD35型柴油机车。型号当中的“U”代表“通用”系列、“25”代表单节功率为2500马力、“C”代表机车轴式为Co-Co。U25C型柴油机车除了车体长度稍微延长之外，柴油机和传动系统等部分均与U25B型柴油机车保持最大程度上的相同。机车采用单司机室外走廊式车体结构，装用一台16气缸、四冲程、涡轮增压的FDL16型中速柴油机，额定功率为2500马力。机车使用直—直流电传动装置，柴油机直接驱动一台GT-598型直流牵引发电机，并将发出的直流电供给六台并联的GE-752型串励直流牵引电动机。
由于U25C型柴油机车比U25B型柴油机车增加了两根动轴，因此其最大的特点是起动牵引力可达到409千牛（92,000磅），比U25B型柴油机车提高了近17%，不仅可以进一步提高列车牵引重量，还有利于提高列车起动的加速度。大西洋海岸铁路是U25C型柴油机车的首个用户，首批四台机车于1963年底率先交付使用。此后，北太平洋铁路、賓夕法尼亞鐵路、路易斯维尔和纳什维尔铁路、伯靈頓鐵路、苏必利尔湖铁路等铁路公司亦相继订购。至1965年12月停产为止，通用电气公司共生产了113台U25C型柴油机车；其中后期生产的10台机车的柴油机装车功率提高至2750马力，又称为U25CU型柴油机车以便区分。同级的后继产品为U28C型柴油机车。

## 初始用户
| 铁路公司                 | 数量 | 机车编号   | 备注 |
| ------------------------ | ---- | ---------- | --- |
| 大西洋海岸铁路           | 21   | 3000～3020 | 3011～3013号机车为2750马力的U25CU型柴油机车。大西洋海岸铁路公司于1967年被兼并后，这批机车被海岸沿海铁路继承，机车编号变更为2100～2120。其中19台机车后来又被让渡予墨西哥国营铁路。 |
| 芝加哥，伯靈頓和昆西鐵路 | 12   | 550～561   | 后来被转售予伯林顿北方铁路，机车编号变更为5630～5641。 |
| 苏必利尔湖铁路           | 2    | 2500～2501 | |
| 路易斯维尔和纳什维尔铁路 | 18   | 1500～1517 | 1518～1525号机车原本用于奥罗维尔坝建筑工程。 |
| 北太平洋铁路             | 30   | 2500～2529 | 2518～2520号机车为2750马力的U25CU型柴油机车。全部机车后来被转售予伯灵顿北方铁路，机车编号变更为5600–5629。                                                                        |
| 奥罗维尔坝建筑工程       | 10   | 8010～8019 | 其中8台机车后来被转售予路易斯维尔和纳什维尔铁路，机车编号变更为1518～1525，其余两台机车报废。                                                                                     |
| 賓夕法尼亞鐵路           | 20   | 6500～6519 | 6516～6519号机车为2750马力的U25CU型柴油机车。全部机车后来被转售予宾州中央运输公司，机车编号变更为6500～6519；之后又再次被转售予联合铁路公司，机车编号变更为6800～6819。           |

## 车辆保存
- 苏必利尔湖铁路2501号机车被保存于密歇根州馬凱特縣。

## 参看
- U25B型柴油机车
- U28C型柴油机车
- 通用系列柴油机车